# رواتهی
آشا کلونی نایر که در هندوستان با نام رواتهی (به انگلیسی: Revathi) شناخته می‌شود (زاده ۸ ژوئیهٔ ۱۹۶۶) بازیگر و کارگردان هندی است.
از فیلم‌هایی که وی در آن نقش داشته‌است می‌توان به دوباره همدیگر را خواهیم دید اشاره کرد.

## فیلم‌شناسی
فهرست برخی از فیلم‌هایی که رواتهی در آنها به ایفای نقش پرداخته‌است:
- ۲۰۰۴ دوباره همدیگر را خواهیم دید
- ۱۹۹۱ عشق
- ۲۰۱۴ ۲ ایالت
- ۲۰۰۵ هرچه دل بگوید...
- ۲۰۰۷ بدون هیچ سخنی
- ۱۹۹۷ دوتا
- ۲۰۱۴ مارگاریتا با نی
- ۲۰۰۴ قاتل ۵۶
- ۱۹۹۰ آنجالی
- ۲۰۱۱ دعوا
- ۱۹۹۲ پسر تیوار
- ۱۹۹۲ نادوگانگی
- ۱۹۹۳ زخم
- ۲۰۰۲تامیژان
- ۲۰۱۶ محاسبات مادر
- ۲۰۱۶ جشن بزرگ
- ۲۰۱۵ ولگرد
- ۲۰۲۲ سرگرد